# 박시현 (1984년)
박시현(1984년 2월 7일~)은 대한민국의 전직 스타크래프트 II 프로게이머, 전직 프로게임단 코치이다. 원래 이름은 박효종이었으나, 2011년 말 박시현으로 개명하였다.
프로게이머 시절 종족은 프로토스이며, 아이디는 BBiBBI이다. 2010년 GSL 오프시즌부터 활동하였으며 LG-IM의 선수 및 코치로 활동하기도 했다. 2012년 9월 CJ 엔투스의 코치로 영입되었다.
2013년 7월 22일 CJ 엔투스와의 코치직 재계약을 포기했다.

## 주요 기록

### 선수 경력
- 2010 소니 에릭슨 스타크래프트 II OPEN Season 2 32강
- 2011 소니 에릭슨 글로벌 스타크래프트 II 리그 Jan. Code A 32강

### 코치 경력
- 2012년 SK플래닛 스타크래프트2 프로리그 시즌2 우승